# The Wizarding World of Harry Potter (Universal Studios Hollywood)
The Wizarding World of Harry Potter  è un'area tematica del parco tematico Universal Studios Hollywood, situato vicino a Los Angeles. L'area è ispirata alla saga di Harry Potter, ed è composta da elementi della serie di film e dei romanzi di J. K. Rowling . L'area tematica è stata progettata e realizzata da Universal Creative.
Un'area tematica simile, costruita all'interno del parco tematico Universal Orlando Resort, ha riscosso notevole successo, per cui il 6 dicembre 2011 è stata annunciato il progetto riguardante una nuova area tematica su Harry Potter. Il 7 aprile 2016 quest'area tematica è stata ufficialmente inaugurata.
L'area tematica è stata temporaneamente chiusa nel 2020 a causa della pandemia di COVID-19.

## Storia

### Altre attrazioniUniversala temaHarry Potter
Nel 2003 cominciò a diffondersi la notizia della costruzione di un'attrazione a tema Harry Potter in un parco tematico Universal o in un parco Disney. Tuttavia, la Warner Bros., detentrice dei diritti legali relativi alla serie di Harry Potter, ha smentito tutte le voci. Nel gennaio 2007, invece, Dotdash Meredith riportò un'informazione proveniente da una «fonte altamente credibile» secondo cui l'area tematica The Lost Continent del parco Universal Islands of Adventure sarebbe stata tematizzata «con le storie e i personaggi di uno dei più popolari franchise per bambini». Nei giorni successivi, altri quotidiani hanno sostenuto che il tema della nuova area del parco sarebbe stato la saga di Harry Potter. Il 31 maggio 2007, la Universal e la Warner Bros. hanno ufficialmente annunciato che la nuova area tematica dell'Universal's Islands of Adventure si sarebbe chiamata The Wizarding World of Harry Potter.
Dopo un periodo di costruzione di oltre due anni, la nuova area tematica è stata ufficialmente aperta al pubblico il 18 giugno 2010: ciò ha comportato, nel primo anno di attività dell'area, un aumento dell'affluenza di turisti al parco al parco di circa il 50%. Invece, l'8 luglio 2014, è stata completata l'espansione dell'area tematica di Harry Potter degli Universal Studios Florida, a tema Diagon Alley. Il 15 luglio 2014, infine, è stata inaugurata una seconda area tematica di Harry Potter, il The Wizarding World of Harry Potter agli Universal Studios Japan.

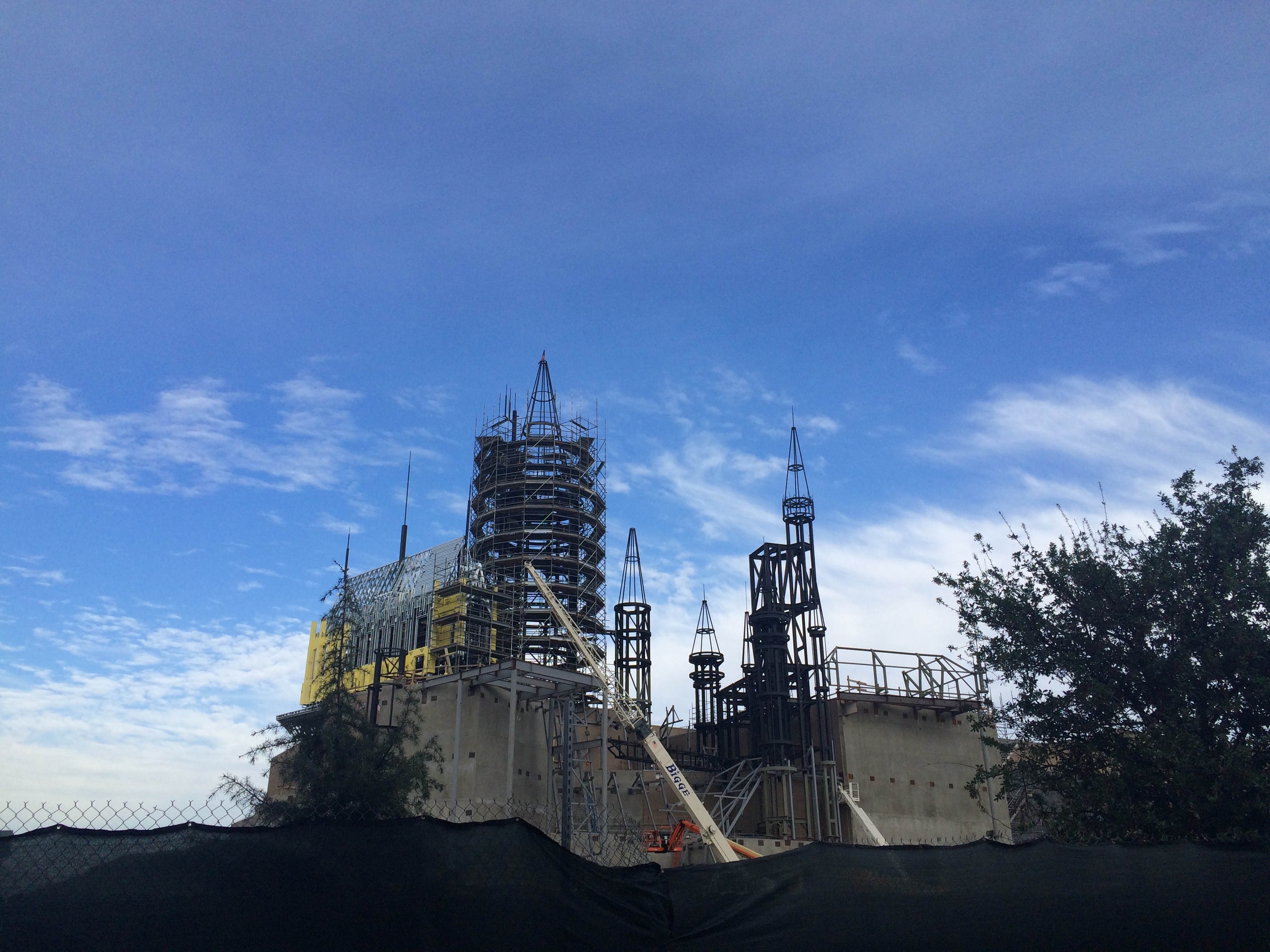
Costruzione del castello di Hogwarts agli Universal Studios Hollywood (marzo 2015)

### Indiscrezioni e annuncio ufficiale
Il 1º dicembre 2011, il Wall Street Journal ha riportato una notizia, proveniente proveniente da «persone che hanno familiarità con la questione», secondo cui gli Universal Studios Hollywood avrebbero anch'essi ospitato l'area tematica del The Wizarding World of Harry Potter. Il 6 dicembre 2011 il parco tematico ha ufficialmente annunciato l'inizio dei lavori della nuova area tematica. Fu anche annunciato che l'Universal Amphitheatre sarebbe stato demolito e che sarebbe stata costruita una riproduzione di Hogwarts, contenente l'attrazione Harry Potter and The Forbidden Journey. L'ultimo spettacolo all'Universal Amphitheatre si è tenuto il 6 settembre 2013, prima della sua chiusura e successiva demolizione.L'8 dicembre 2015 è stato ufficialmente annunciato che la nuova area tematica degli Universal Studios Hollywood sarebbe stata aperta il 7 aprile 2016. L'annuncio ha visto la partecipazione dell'attrice Evanna Lynch, che ha interpretato Luna Lovegood nei film di Harry Potter.

## Attrazioni
La seguente tabella riporta le attrazioni presenti nell'area tematica.
| Nome                                    | Tipo di attrazione |
| --------------------------------------- | ------------------ |
| Flight of the Hippogriff                | Montagna russa     |
| Harry Potter and the Forbidden Journey  | Montagna russa     |
| Ollivanders Experience in Hogsmeade     | Spettacolo         |
| The Nighttime Lights at Hogwarts Castle | Spettacolo         |
| Hog's head                              | Ristorante         |
| Three Broomsticks                       | Ristorante         |
| Dervish and Banges                      | Negozio            |
| Filch's Emporium of Confiscated Goods   | Negozio            |
| Honeydukes                              | Negozio            |
| Ollivanders Wand Shop in Hogsmeade      | Negozio            |
| Owl Post & Owlery                       | Negozio            |
| Wiseacre's Wizarding Equipment          | Negozio            |
| Gladrags Wizardwear                     | Negozio            |
| Zonko's Joke Shop                       | Negozio            |